# لیگ برتر فوتبال آلمان شرقی ۱۹۵۸

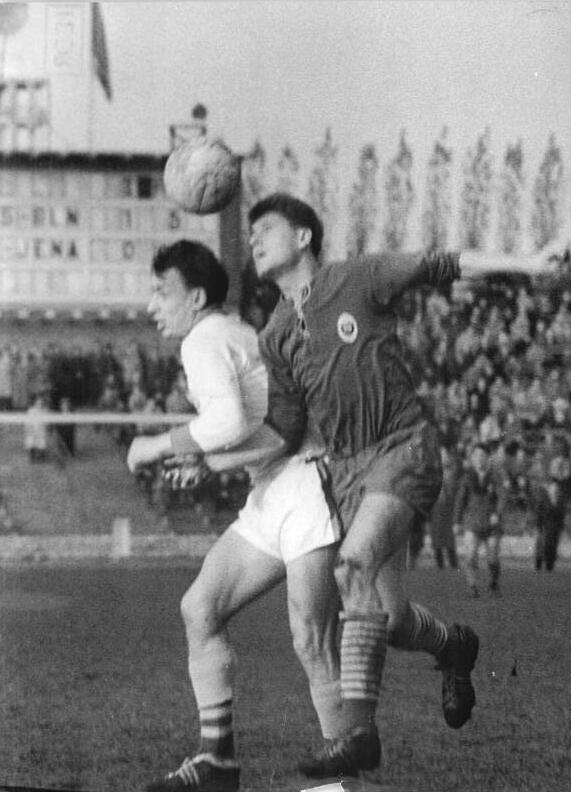
تصویری از لیگ فوتبال آلمان شرقی سال ۱۹۵۸

لیگ برتر فوتبال آلمان شرقی ۱۹۵۸ دهمین دوره لیگ برتر فوتبال آلمان شرقی بود.
در این دوره باشگاه فوتبال اف‌سی فرانکفورت با ۳۸ امتیاز قهرمان شد.

## جدول مسابقات
| رتبه | تیم                             | بازی | برد | مساوی | باخت | زده | خورده | تفاضل | امتیاز |
| ۱    | باشگاه فوتبال اف‌سی فرانکفورت    | ۲۶   | ۱۷  | ۴     | ۵    | ۵۰  | ۲۴    | +۲۶   | ۳۸     |
| ۲    | باشگاه فوتبال کارل زایس ینا     | ۲۶   | ۱۵  | ۲     | ۹    | ۴۹  | ۳۶    | +۱۳   | ۳۲     |
| 3    | SC Aktivist Brieske-Senftenberg | ۲۶   | ۱۲  | ۶     | ۸    | ۴۱  | ۲۵    | +۱۶   | ۳۰     |
| ۴    | باشگاه فوتبال ارتسگبیرگ آئو     | ۲۶   | ۱۰  | ۸     | ۸    | ۴۳  | ۳۲    | +۱۱   | ۲۸     |
| ۵    | باشگاه فوتبال درسدنر            | ۲۶   | ۱۱  | ۶     | ۹    | ۳۸  | ۳۹    | -۱    | ۲۸     |
| 6    | SC Dynamo Berlin                | ۲۶   | ۱۰  | ۶     | ۱۰   | ۳۷  | ۳۴    | +۳    | ۲۶     |
| ۷    | باشگاه فوتبال هانزا روستوک      | ۲۶   | ۱۰  | ۶     | ۱۰   | ۳۳  | ۳۱    | +۲    | ۲۶     |
| ۸    | باشگاه فوتبال تسویکاو           | ۲۶   | ۸   | ۱۰    | ۸    | ۳۸  | ۴۱    | -۳    | ۲۶     |
| ۹    | باشگاه فوتبال زاکسن لایپزیگ     | ۲۶   | ۸   | ۹     | ۹    | ۴۰  | ۲۸    | +۱۲   | ۲۵     |
| 10   | SC Rotation Leipzig             | ۲۶   | ۱۰  | ۵     | ۱۱   | ۳۸  | ۴۱    | -۳    | ۲۵     |
| ۱۱   | باشگاه فوتبال قوت-وایس ارفوت    | ۲۶   | ۸   | ۶     | ۱۲   | ۳۳  | ۴۴    | -۱۱   | ۲۲     |
| 12   | Fortschritt Weißenfels          | ۲۶   | ۸   | ۶     | ۱۲   | ۳۰  | ۴۲    | -۱۲   | ۲۲     |
| ۱۳   | باشگاه فوتبال هالشر             | ۲۶   | ۷   | ۸     | ۱۱   | ۳۰  | ۵۰    | -۲۰   | ۲۲     |
| ۱۴   | باشگاه فوتبال فورتونا بابلسبرگ  | ۲۶   | ۵   | ۴     | ۱۷   | ۳۲  | ۶۵    | -۳۳   | ۱۴     |